# Perlebia petersiana
Perlebia petersiana là một loài thực vật có hoa trong họ Đậu. Loài này được (Bolle) SCHMITZ mô tả khoa học đầu tiên năm 1973.